# Ponte Octávio Frias de Oliveira
Ponte Octávio Frias de Oliveira é uma ponte estaiada localizada na cidade de São Paulo, estado de São Paulo, Brasil. Foi inaugurada em 10 de maio de 2008, após três anos de construção, e hoje é um dos mais famosos cartões postais da cidade. 
A ponte é formada por duas pistas estaiadas em curvas independentes de 60º que cruzam o rio Pinheiros, no bairro do Brooklin, sendo a única ponte estaiada do mundo com duas pistas em curva conectadas a um mesmo mastro.
A estrutura da ponte, ao lado dos viadutos "José Bonifácio Coutinho Nogueira", são parte do Complexo Viário Real Parque, que liga a Marginal Pinheiros e a Avenida Jornalista Roberto Marinho. O complexo auxilia no acesso a bairros como Morumbi, Jabaquara e Campo Belo, constituindo uma alternativa de acesso à Rodovia dos Imigrantes.

## Construção

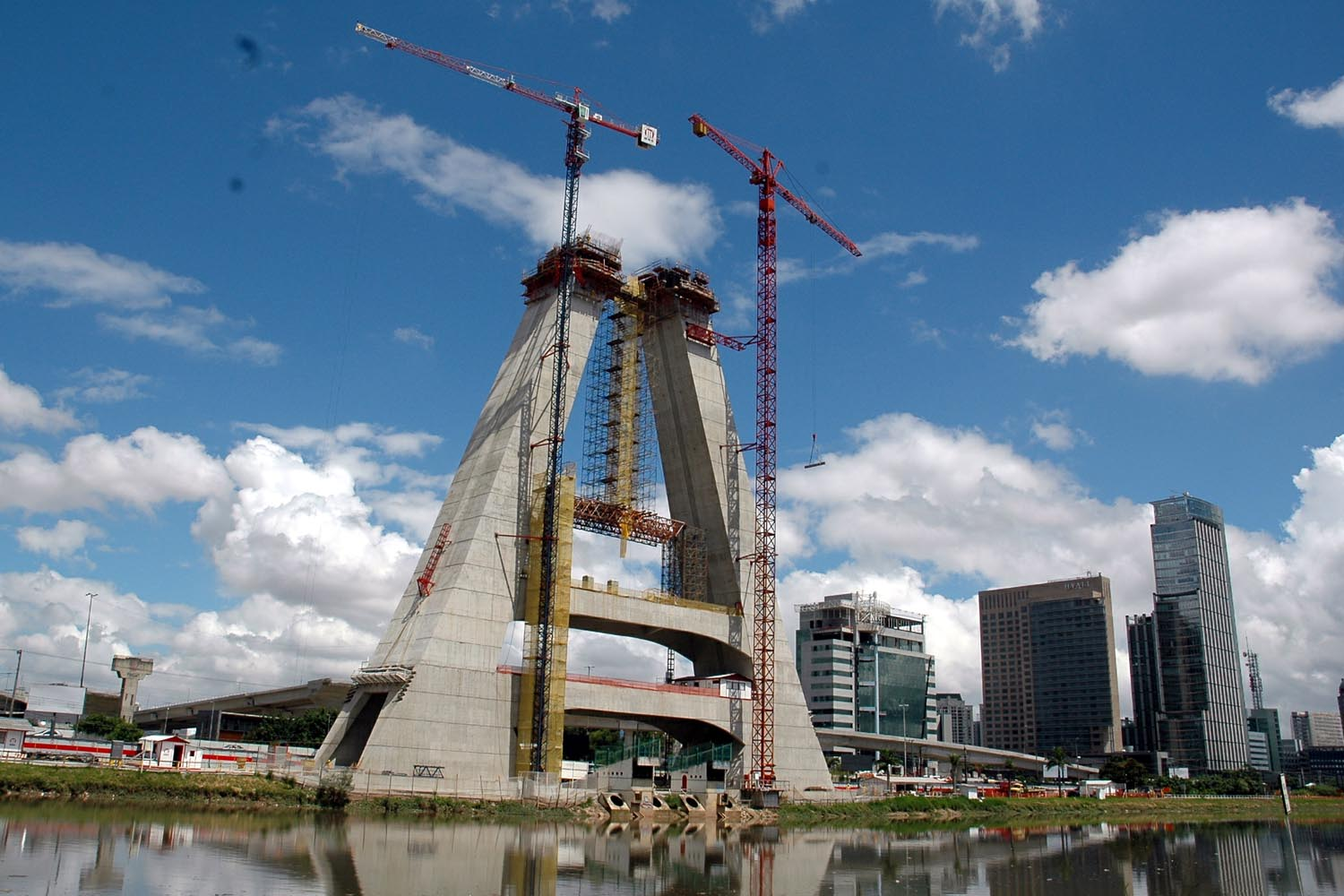
O complexo durante a construção

A obra ficou a cargo da construtora OAS, envolvendo 420 funcionários, trabalhando em dois turnos. O projeto é de autoria de Catão Francisco Ribeiro, tendo como arquiteto o paulista João Valente Filho. Edward Zeppo Boretto é o engenheiro responsável e Norberto Duran, o gerente de obras, ambos pertencentes aos quadros da Empresa Municipal de Urbanismo (EMURB).
Foi previsto um custo de aproximadamente R$ 184 milhões para a construção do complexo em si, e mais R$ 40 milhões para a sinalização viária, drenagem e pavimentação. A obra foi viabilizada através da venda de CEPACs (Certificados de Adicional de Construção) das regiões próximas.[carece de fontes?]
Dois acidentes com vítimas fatais marcaram as obras de construção da ponte: No dia 8 de abril de 2007, o operário Luiz de Araújo Sousa, de 22 anos, morreu após cair de uma das pistas. Em 16 de março de 2008, o operário Francisco Rodrigues dos Santos veio a falecer após ser atropelado por um rolo compressor.

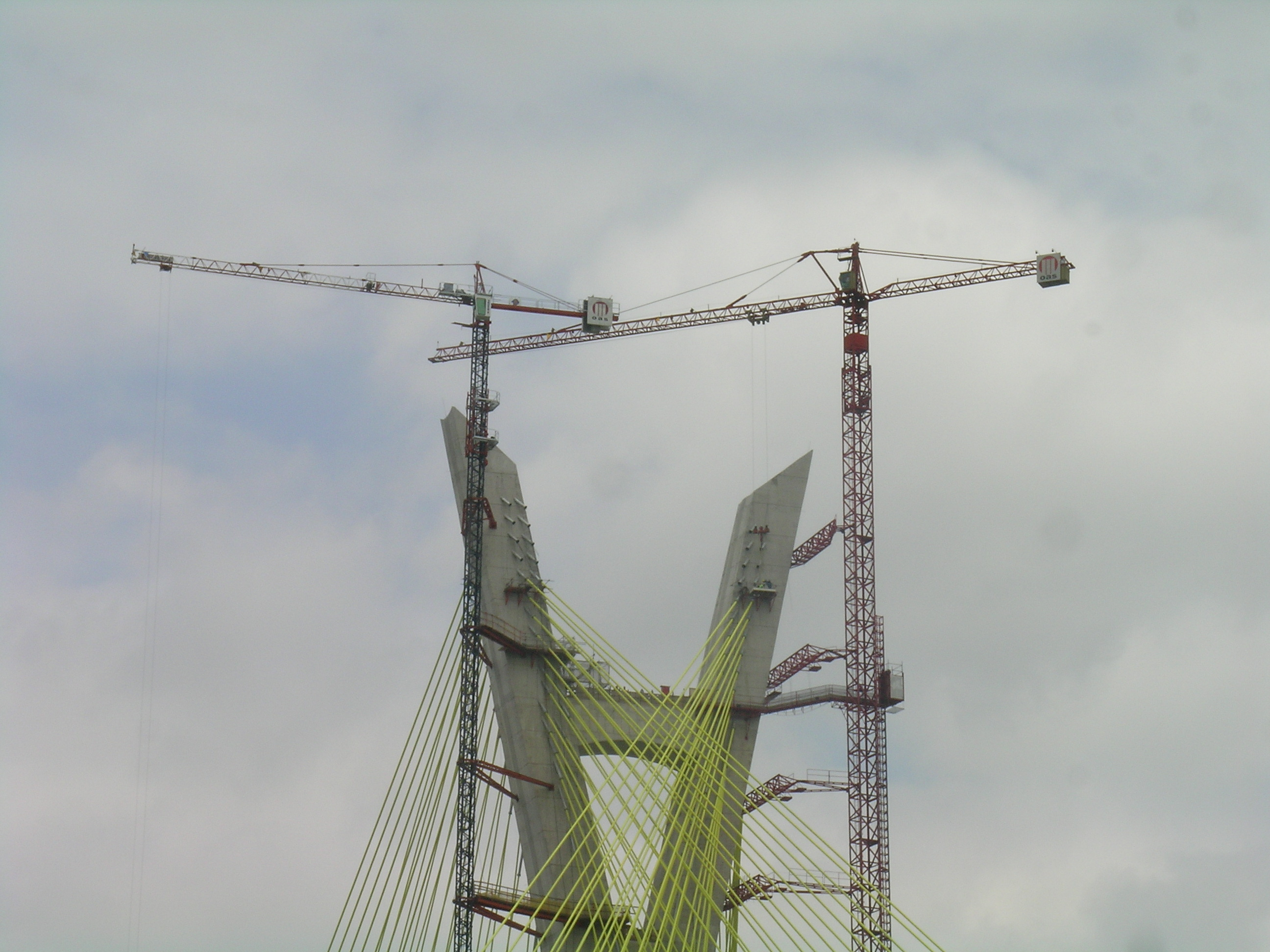
Guindastes trabalhando durante a finalização da obra

Erguidas em concreto armado protendido, as alças foram moldadas por meio de formas deslizantes. A obra consumiu aproximadamente 58.700 metros cúbicos de concreto, o equivalente à carga de 7.340 caminhões betoneiras ou ao volume utilizado na construção das pontes do Cebolão.[carece de fontes?]
Entre os desafios técnicos encontrados no projeto, há a complexidade da distribuição de cargas entre os muitos estais e as seções das pistas de geometria curva. Nos elementos de fixação de cada um dos estais foram instaladas células de carga, capazes de monitorar as forças aplicadas aos mesmos, permitindo ajustar as tensões mecânicas de montagem, equilibrando a ponte adequadamente e não sobrecarregando os cabos durante a construção. As pontes foram projetadas para suportar ventos de até 250 quilômetros por hora.[carece de fontes?]
As obras do Complexo Viário Real Parque foram iniciadas na gestão municipal de Marta Suplicy, em 2003, e retomadas na gestão de José Serra em 2005 após mudanças no projeto (de duas para uma torre) que resultaram na economia de 30 milhões de reais. A inauguração da ponte foi realizada no dia 10 de maio de 2008 pelo prefeito Gilberto Kassab, após adiamento de cerca de dois meses.[carece de fontes?]

## Concepção

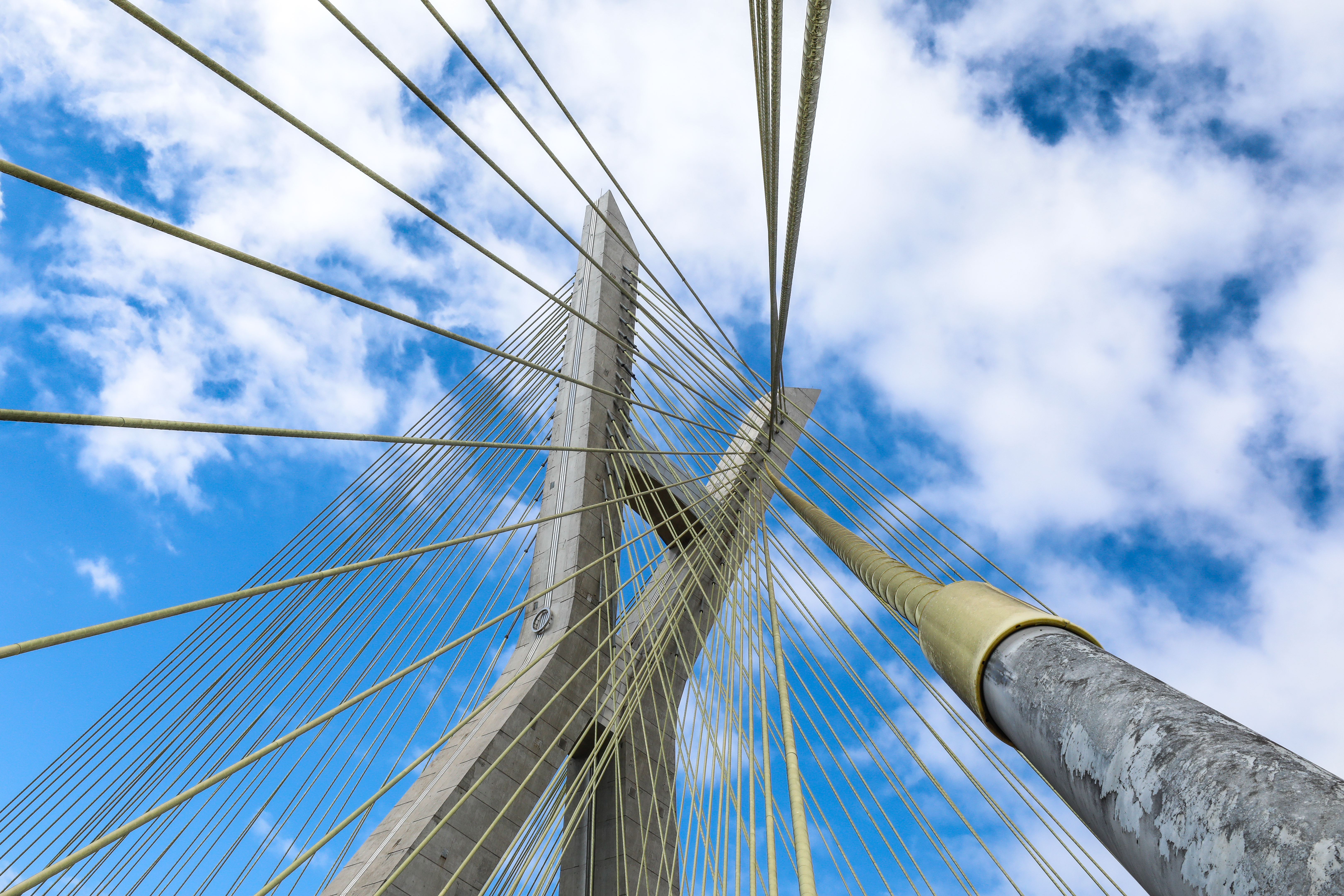
Os estais amarelos da ponte

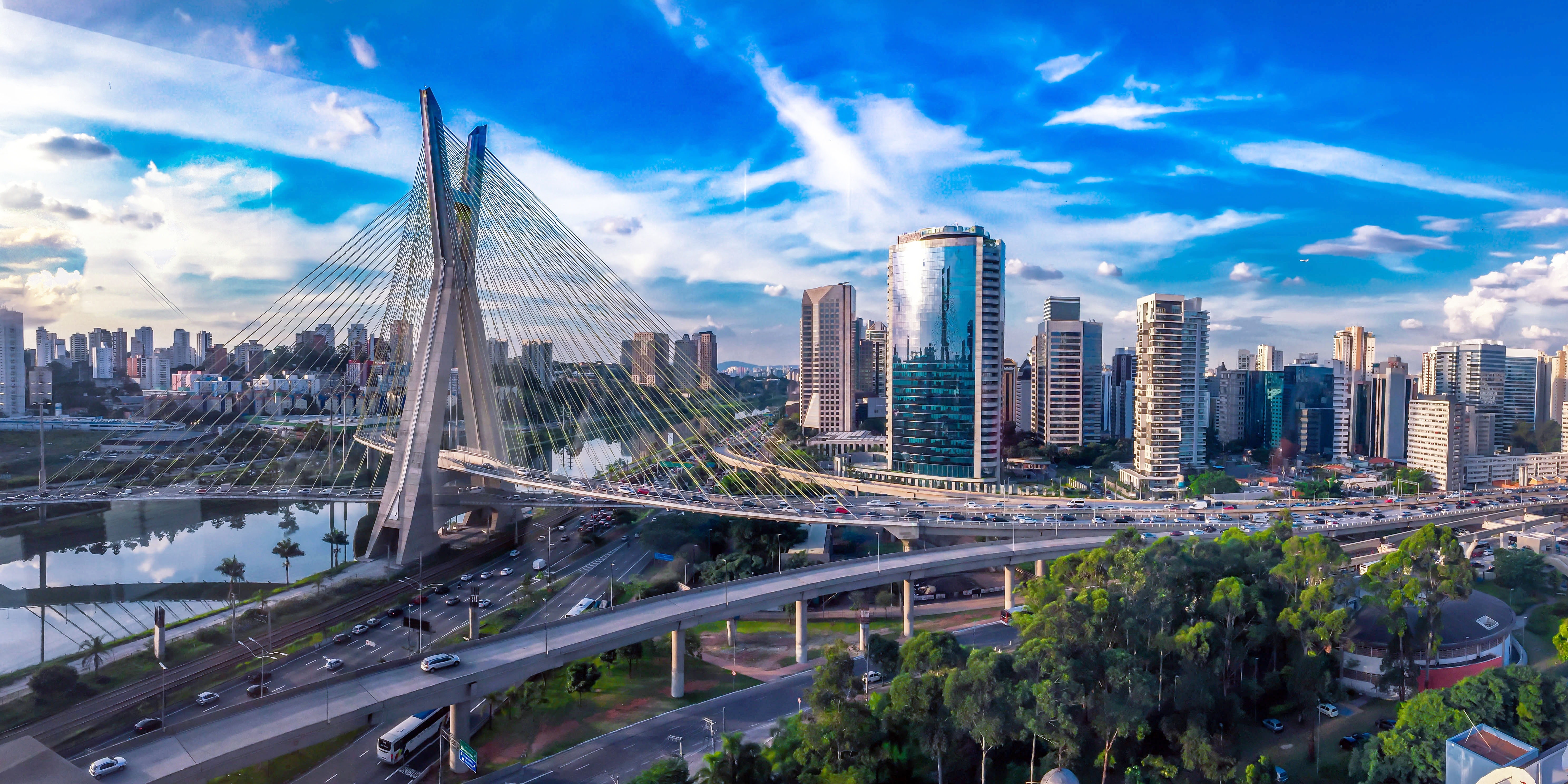
Vista da ponte e da Marginal Pinheiros

No total, cada sentido da ponte tem 290 metros de comprimento. Sob o mastro em "X", que suporta os estais, se cruzam três vias em níveis diferentes: as duas pistas suspensas da ponte e a via marginal de manutenção, no nível do solo. Além disso, uma linha de transmissão elétrica percorre a margem do rio pelo subterrâneo da via de manutenção e o Córrego Água Espraiada deságua no rio Pinheiros passando por entre os mastros. A torre tem 138 metros de altura, o equivalente a um prédio de 46 andares. Escadas de aço internas à torre, com patamares a cada 6 metros, dão acesso ao mastro para serviços de manutenção.[carece de fontes?]
A Ponte Octávio Frias de Oliveira é a única ponte estaiada no mundo com duas pistas em curva conectadas a um mesmo mastro. A Ponte Katsushika (inaugurada em 1986), em Tóquio, por exemplo, tem traçado curvo, mas com uma única pista. A forma da estrutura não decorre de razões arquitetônicas e sim de uma demanda estrutural e das restrições geométricas do entorno.

### Estais
Estais são elementos estruturais flexíveis, formados por feixes de cabos de aço. O termo ponte estaiada se refere ao tipo de estrutura, que utiliza estais diretamente conectados a um mastro para sustentar as pistas. Neste caso, 144 estais mantêm suspensos dois trechos de 900 metros de comprimento. Há entre doze e 25 cabos de aço em cada estai. Juntos, os estais pesam em torno de 462 mil kg. Eles são encapados por um tubo amarelo de polietileno de elevada resistência mecânica, tolerantes a ação de raios ultravioleta, com a função de proteger o aço contra corrosão.[carece de fontes?]

### Iluminação
A ponte é iluminada por holofotes nas cores vermelho, azul e verde, que têm condição de projetar na estrutura variadas combinações cromáticas. A empresa holandesa Philips assina o sistema de iluminação da ponte.[carece de fontes?]

## Críticas

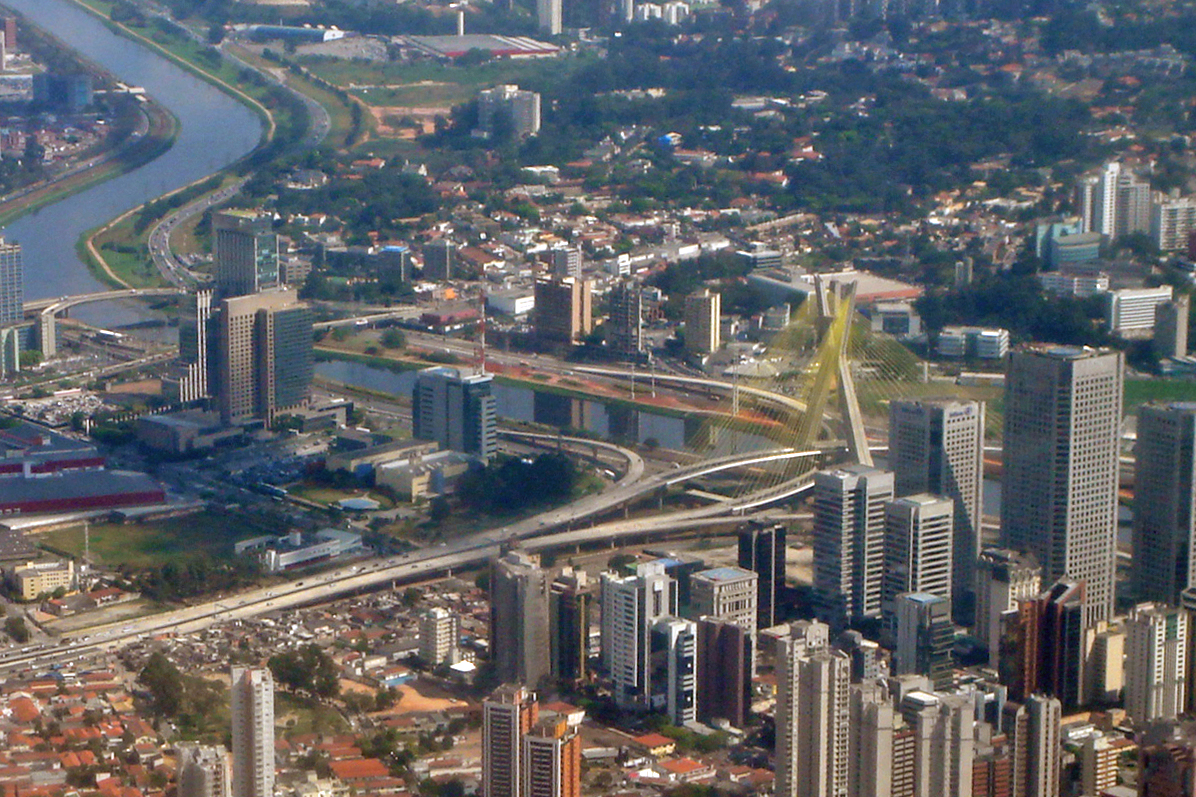
Vista aérea da ponte Octávio Frias de Oliveira

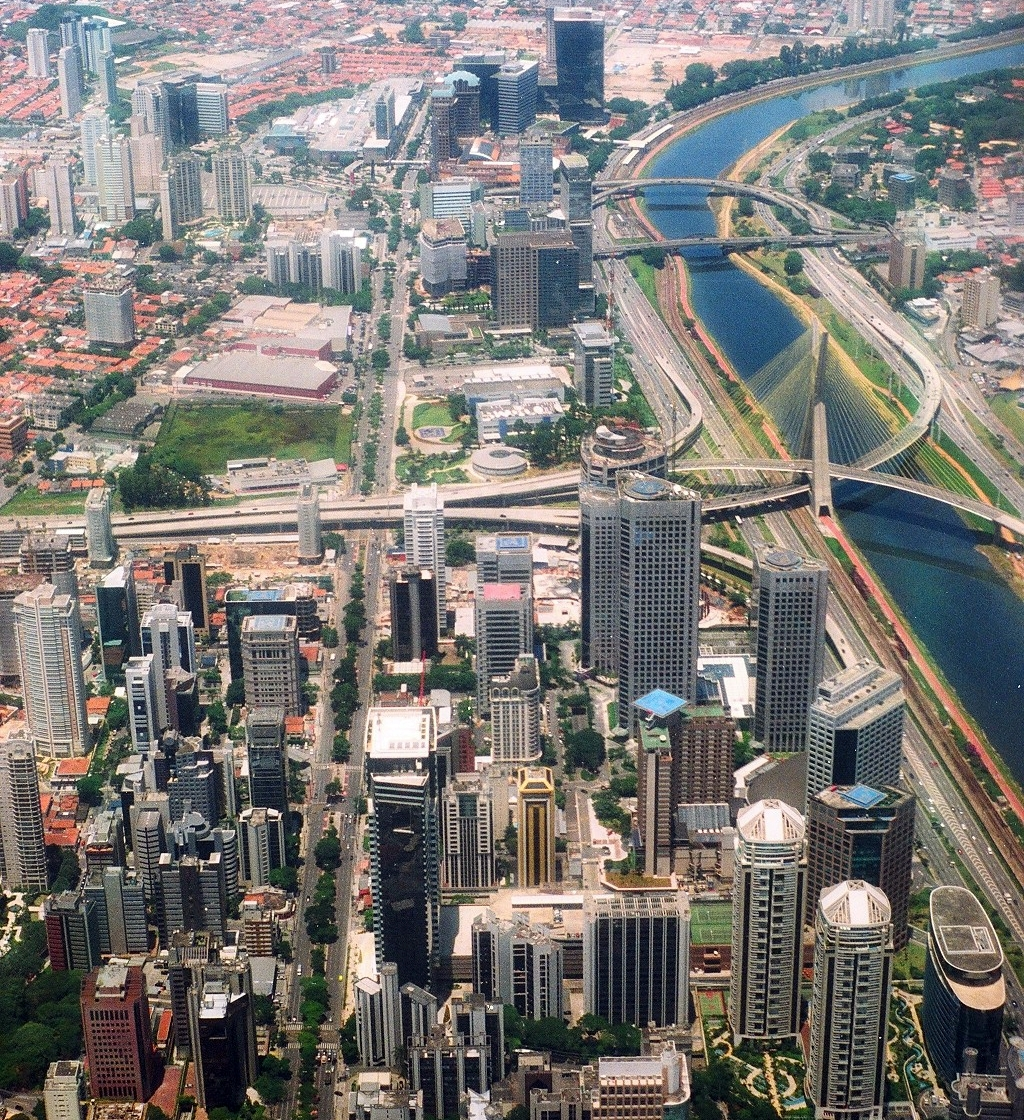
Fotografia aérea da região do Brooklin Novo

Durante a construção do complexo viário, houve desrespeito à Lei Municipal n°. 14.266, que determina, em seu artigo 11, que "as novas vias públicas, incluindo pontes, viadutos e túneis, devem prever espaços destinados ao acesso e circulação de bicicletas, em conformidade com os estudos de viabilidade". Essa determinação existe desde 1990, na forma da Lei Municipal n°. 10.907, substituída pela L.M. n°. 14.266, vigendo portanto já à época do planejamento do Complexo.
Há também uma crítica mais ampla, do ponto de vista do planejamento urbano e metropolitano. A urbanista Mariana Fix, pesquisadora no Laboratório de Habitação e Assentamentos Humanos da FAUUSP estudou as mudanças operadas na ocupação da área compreendida entre os bairros de Itaim Bibi e Brooklin, nas últimas décadas, mostrando que a região foi escolhida para abrigar a chamada "nova economia" em São Paulo, e assim incrementar a especulação imobiliária na maior metrópole do hemisfério sul. Há 30 anos, quando ali só havia bairros populares, o preço do metro quadrado de terreno era de US$ 100. A partir dos anos 1980, deu-se um boom imobiliário na região, e o preço saltou para US$1.500. Mas a favela denominada Jardim Edite, onde viviam cerca de 900 famílias, ainda era um obstáculo à expansão dos negócios.[carece de fontes?]
Após a construção da ponte sobre o rio Pinheiros e a remoção da maior parte da favela, o preço dos terrenos na região quase triplicou, passando a 4.000 dólares por m². Segundo Mariana Fix, 
| “ | A ponte foi criada como chamariz para o mercado imobiliário, por seu caráter espetacular. Afinal, não precisaria daquela estrutura toda para a transposição do rio tão estreito. É para criar uma marca de distinção, inventar uma centralidade para o empresariado. Por isso, era importante para a prefeitura e as empresas tirar a favela dali. | ” |

Cada família retirada do local recebeu da Prefeitura de São Paulo o chamado "cheque despejo" de 5 mil reais e, segundo demonstra o estudo de Fix, a maioria das famílias removidas transferiu-se para áreas de proteção de mananciais da Região Metropolitana de São Paulo, gerando riscos ambientais muito maiores, especificamente para o abastecimento de água da população metropolitana, o que afinal apenas obedece à lógica de privatização dos lucros e socialização dos custos.
Todavia essa crítica é considerada por especialistas da área de engenharia como política, vez que o caráter "espetacular" da ponte deriva de imposições técnicas tais como a falta de espaço para a construção das alças de acesso e a necessidade de garantir espaço e ângulo para que os estais fossem fixados numa mesma estrutura sem ficarem "embaraçados". No dia 11 de julho de 2013, em um protesto contra a rede Globo, a ponte foi rebatizada, informalmente, por manifestantes, como ponte Vladimir Herzog.[carece de fontes?]

## Cultura popular

Silhueta do Edifício Altino Arantes, da Catedral Metropolitana e da Ponte Estaiada no horizonte de São Paulo, visto por Homer Simpson no episódio "You Don't Have to Live Like a Referee" de Os Simpsons

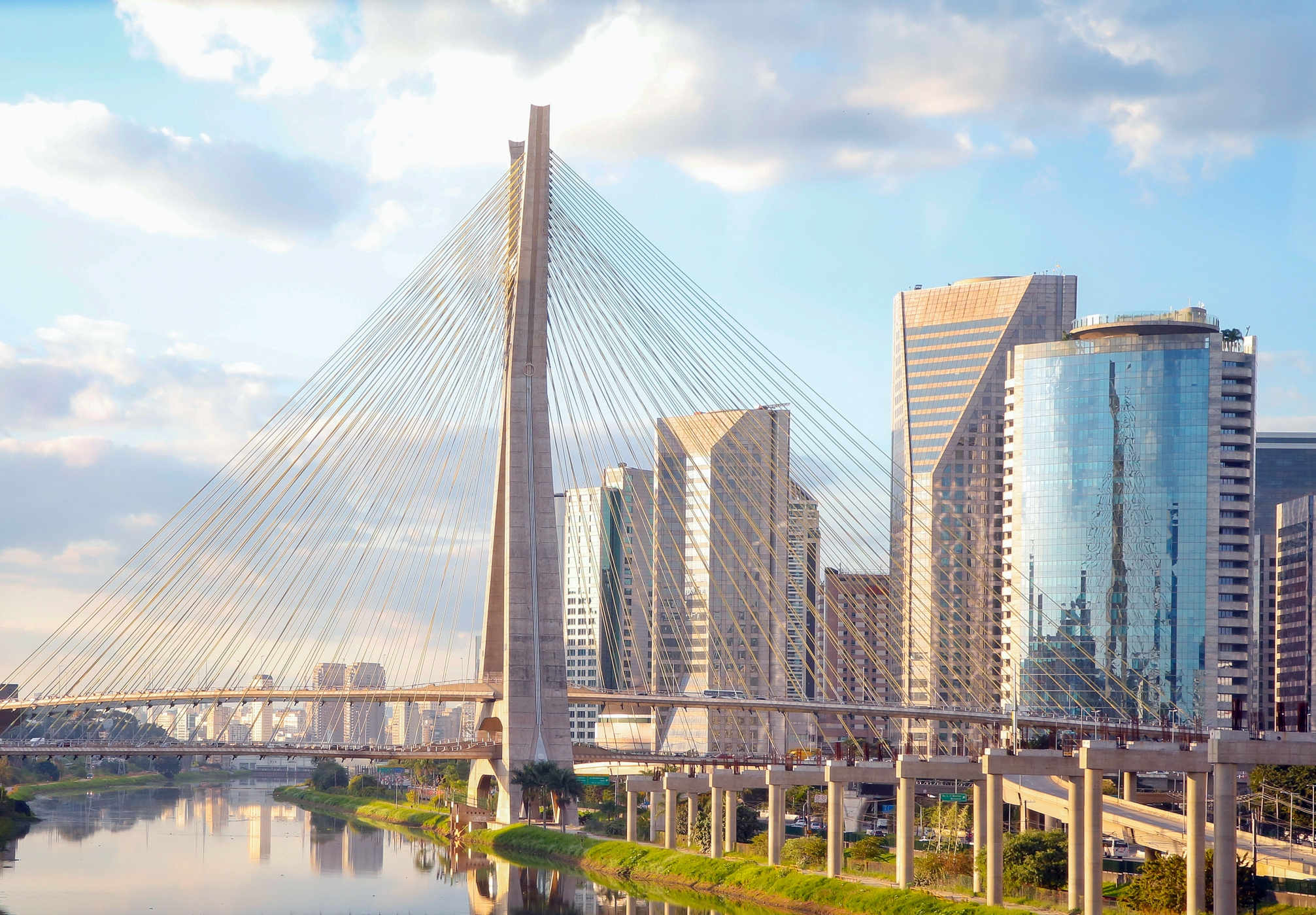
Ponte Octávio Frias de Oliveira vista a partir da Marginal Pinheiros, com o Centro Empresarial Nações Unidas ao fundo

- A ponte foi cenário do filme Ensaio sobre a Cegueira de Fernando Meirelles quando ainda estava sendo construída. No filme, baseado no romance de José Saramago, uma epidemia de cegueira atinge uma grande metrópole. Foi filmado, além de São Paulo, em Toronto, Montevidéu[17] e Paulínia, no interior paulista.[18]

- O single da banda norueguesa A-ha, denominado "Foot Of The Mountain", lançado na Europa em 24 de abril de 2009, traz a Ponte Octávio Frias de Oliveira na capa. A foto, trabalhada com recursos tecnológicos, fez parte de uma sessão fotográfica realizada durante a estada da banda em São Paulo, durante a mini-turnê brasileira ocorrida em março de 2009.[19]
- Desde 12 de maio de 2008, a ponte é cenário natural para os telejornais: Bom Dia São Paulo e SPTV, ambos da TV Globo.[20]

- A Ponte Estaiada foi destaque do episódio "You Don't Have to Live Like a Referee", o décimo sexto episódio da vigésima quinta temporada da série animada estadunidense Os Simpsons e o episódio 546 da série. Homer Simpson atua como árbitro da Copa do Mundo FIFA de 2014 em um jogo disputado na Arena Corinthians.[21]

- Em dezembro de 2014, a ponte foi tema para o livro Ponte Estaiada - construção de sentidos para São Paulo, que discorre sobre a história da estrutura desde a sua construção (maio de 2008) até meados de 2014, apresentando uma série comunicações, como propagandas, filmes, capas de publicações, logomarcas que tem a ponte estaiada como tema e eventos artísticos/ esportivos, manifestações que ocorreram em suas vias.[22]